# 기관계
기관계(器官系, 영어: organ system)는 생물학에서 특정 작업을 위해 함께 일하는 기관들을 하나로 묶은 것을 말한다. 순환계, 호흡계, 신경계 등을 예로 들 수 있다. 기관계가 모여 유기체(또는 인체)를 이룬다. 

## 포유동물의 기관계
포유동물에는 다양한 기관계가 존재한다. 이들 계에 대해서는 동물해부학에서 폭넓게 연구되었다. 기관계는 다음과 같이 나눌 수 있다.
운동계
기관으로서의 뼈 전체를 골격계, 기관으로서의 골격근 전체를 근계라고 하며, 이를 통틀어 운동계라고 한다. 골격계는 몸을 지탱하며 근육의 지점(支點)이 된다. 근계는 운동 신경의 지배하에 수축 이완하여 뼈에 상대 운동을 시킨다. 골격계에는 연골은 포함되지만 골수는 제외된다. 또 근계에는 민무늬근이나 심근은 포함되지 않는다.
- 골격계: 뼈, 연골, 인대, 힘줄 등에 의한 구조적 지지와 보호.
- 근육 조직: 근육에 의한 운동.

소화 호흡계
소화를 위한 일련의 기관을 소화계, 호흡을 위한 일련의 기관을 호흡계라고 한다. 양자는 기능적으로는 많이 다르지만 발생적으로는 다른 계통에서 나온 것이기 때문에 일괄하여 소화 호흡계라고 부르는 경우가 많다. 발성기는 호흡 기능과는 같은 목적을 갖고 있지만 인간은 기도(氣道) 중간에 위치하여 그 기능에 의존하고 있기 때문에 호흡계로 취급한다.
- 소화계: 소화와, 침샘, 식도, 위, 간, 쓸개, 이자, 창자, 직장, 항문에서의 음식물 처리.
- 호흡계: 호흡에 사용되는 기관들, 인두, 후두, 기관, 기관지, 폐, 흉부 횡격막.

비뇨 생식계
체내의 불필요한 물질을 저장하는 일련의 기관을 비뇨계(배설), 자신과 같은 종류의 개체를 재생산하기 위한 일련의 기관을 생식계라고 한다. 양자는 기능적으로는 완전히 다르지만 발생적으로는 같은 계통에서 서로 밀접하게 관계하면서 형성되어 완성된 뒤에도 서로 깊은 연관을 갖고 있기 때문에 종종 비뇨 생식계로 총칭된다. 
- 비뇨기계: 체액 평형, 전해액 평영, 오줌 배출과 관련된 콩팥, 수뇨관, 방광, 요도.
- 생식계: 난소, 나팔관, 자궁, 질, 젖샘, 고환, 수정관, 정낭, 전립선, 음경 등의 성기.

순환계
체내에서 물질 운반을 하는 일련의 기관을 맥관계라고 하는데, 이 관의 내부에 액체가 흘러 순환하는 데서 순환계라고 부르는 경우가 많다. 이는 또한 내부에 혈액이 흐르는 혈관계와 림프가 흐르는 림프관계로 구별된다. 혈구를 만드는 골수 조직은 때로는 순환계로 취급되는 경우도 있다. 그리고 비장도 그 기능으로 보아 혈구와 관계가 깊기 때문에 순환계에 포함시키기도 한다. 
- 순환계: 혈액의 몸과 폐와 심장 사이의 펌프 작용과 편류, 혈액과 혈관 등.
- 림프계: 조직과 혈액 사이의 림프액 수송에 관련된 구조들, 면역계를 포함한 림프액을 수송하는 림프와 림프절과 림프관들.
- 면역계: 백혈구, 편도선, 아데노이드(인두 편도), 흉선, 지라와 함께 질병을 유발하는 것들을 막는다.

신경계
생물체내의 정보 연락 기능을 맡고 있기 때문에 주로 신경 세포와 신경 교세포로 이루어지며, 온몸의 기관 연락에 해당한다. 뇌와 척수를 중추 신경계라 하고, 나머지 부분을 말초 신경계로 구분하는 경우도 있다. 또 감각-중추-운동을 연락하는 체성(體性) 신경계와 내장-중추-내장을 연락하는 자율 신경계로 구별하기도 한다. 
- 신경계: 뇌, 척수, 말초신경, 신경 등으로 정보 수집, 전송, 처리.
- 내인성 카나비노이드 계: 식욕, 고통 감지, 기분, 운동 학습, 시넵스가소성, 기억 등을 포함한 다양한 생리 작용과 관련된 신경 조절의 지질과 수용기들.

감각기와 내분비기
외부의 정보를 수용하는 감각기와 분비물에 의해 기관의 상호 연락을 하는 내분비기에 대해서는 계(系)라는 용어를 쓰지 않는다. 이들은 감각기와 내분비기 상호간에는 일반적으로 형태적으로나 기능적으로나 관련성이 적으며, 발생 과정도 개개의 기관마다 각기 다르다. 특히 내분비 기관은 하수체·갑상선·부신·송과선(松科腺)처럼 독립된 기관인 것도 있지만, 생식기·림프계 기관(흉선)·소화샘(췌장)·장·간·신장 등 많은 기관이 동시에 내분비 기능을 하는 경우가 많으며, 더욱이 이들 상호간에는 계(系)라고 부를 만한 형태적·기능적 통일성도 희박하다. 피부는 지각을 위한 기능만을 가진 기관은 아니지만 다른 어떤 계에도 소속하지 않기 때문에 감각기 항목에서 다루어지는 경우가 많다.
- 피부계: 피부, 털, 지방, 손발톱 등.
- 내분비계: 시상하부, 뇌하수체, 송과체, 갑상선, 부갑상선, 부신 등의 내분비선에서 만들어진 호르몬을 사용한 체내에서의 통신.

### 기능별 분류
기관계는 반응계, 보존계, 조절계로 나눌 수 있다.
반응계
반응계에 의해 생물은 외부의 상황에 따라 목적있는 행동을 할 수 있으며, 위험을 피할 수도 있다.
감각기가 외부 상황을 받아들이면 이를 신경이 중추(뇌)에 전달하고, 여기에서 판단이 행해져 어떻게 반응할지를 결정한다. 이 명령이 신경에 의해 근육이나 선(腺)에 전해져 외부에 대한 작용이 실행된다.
보존계
보존계는 자기 보존계와 종족 보존계로 구별된다.
자기 보존계라는 것은 개체가 생명을 유지해나가는 데 필요한 물질을 외부에서 받아들여 온몸으로 보내고, 인체 내부에 생기는 불필요한 물질을 온몸에서 모아 외부로 배출하는 기능으로, 소화계·호흡계·순환계·비뇨계로 이루어진다. 
종족 보존계라는 것은 생물이 자신과 같은 종류의 개체를 재생산하기 위한 일련의 기관을 가리키며, 생식계가 여기에 해당한다.
조절계
자율 신경계와 내분비 기능이 여기에 해당한다. 
반응계와 보존계의 기능이 상호 밀접하게 관련되면서 한 개체의 생명 활동이 통일된 전체로서 순조롭게 진행되도록 조절 역할을 한다.

## 같이 보기
- 시스템 생물학
- 인체 골격근 목록